# Seljerøn
Selje-Røn (Sorbus intermedia) er et op til 15 meter højt træ, der i Danmark er almindeligt plantet langs veje og i hegn. Den findes desuden vildtvoksende mellem klipperne på Bornholm. Den kaldes derfor også Bornholmsk Røn. Blomsterne sidder i åbne halvskærme. De dufter ubehageligt. Frugterne er røde rønnebær.

## Beskrivelse
Selje-Røn er et løvfældende træ med en kegleformet, senere rundagtig krone. Hovedgrenene er godt fordelt, men noget spidsvinklede. Barken er først gråbrun med spredte hår og lyse korkporer. Senere bliver den mørkebrun og let opsprækkende. Knopperne sidder spredt, de er store og grønne (eventuelt med brunlige anløbninger). Skælranden er tydeligt brun med tydelig spids og spredte, grå hår.
Bladene er ægformede med en rand, der er savtakket yderst mod spidsen, men lappet (med savtakkede lapper) inderst. Oversiden er skinnende mørkegrøn, mens undersiden er gråfiltet. Høstfarven er gul. Blomsterne sidder i åbne halvskærme. De dufter ubehageligt. Frugterne, røde rønnebær, modner godt, og frøene spirer villigt.
Selje-Røn har et groft og kun svagt forgrenet rodnet (som Rose eller Dværgmispel). Den skaber jordtræthed. Både pæreskurv, rønnebærmøl og frugttrækræft, der alle kan overføres til Æble og Pære, angriber dette træ.
Højde x bredde og årlig tilvækst: 12 x 6 m (20 x 15 cm/år).

## Voksested
Selje-Røn er en naturligt opstået, apomiktisk hybrid, der hører hjemme i Bornholm/Skåne-området. Her indgår den i blandede løvskove på tør, varm jord med højt kalkindhold.

## Forvekslingsmulighed
Selje-Røn minder om (og forveksles ofte med) Pyrenæisk Røn
- Blade fra selje-røn